# Острови Селваженш
Острови́ Селва́женш (порт. Ilhas Selvagens, МФА: [ˈi.ʎɐʃ sɛɫ.ˈva.ʒɐ̃jʃ]) — група безлюдних островів в Атлантичному океані. Володіння Португалії. Складова автономного регіону Мадейра. Один з п'яти архіпелагів Макаронезії. Предмет територіальної суперечки між Португалією та Іспанією. Інші назви — острови́ Сальва́хес (ісп. Islas Salvajes), або Ди́кі острови́ (англ. Savage Islands).

## Назва
- Острови Селваженш (порт. Ilhas Selvagens, МФА: [ˈi.ʎɐʃ sɛɫ.ˈva.ʒɐ̃jʃ], Селважейнш) — португальська назва.
- Острови Сальвахес (порт. Ilhas Salvajes) — іспанська назва.
- Дикі острови — переклад португальської й іспанської назв.

## Географія

Острови Селваженш віддалені від португальської Мадейри на 280 км, й іспанських Канарів а 165 км.

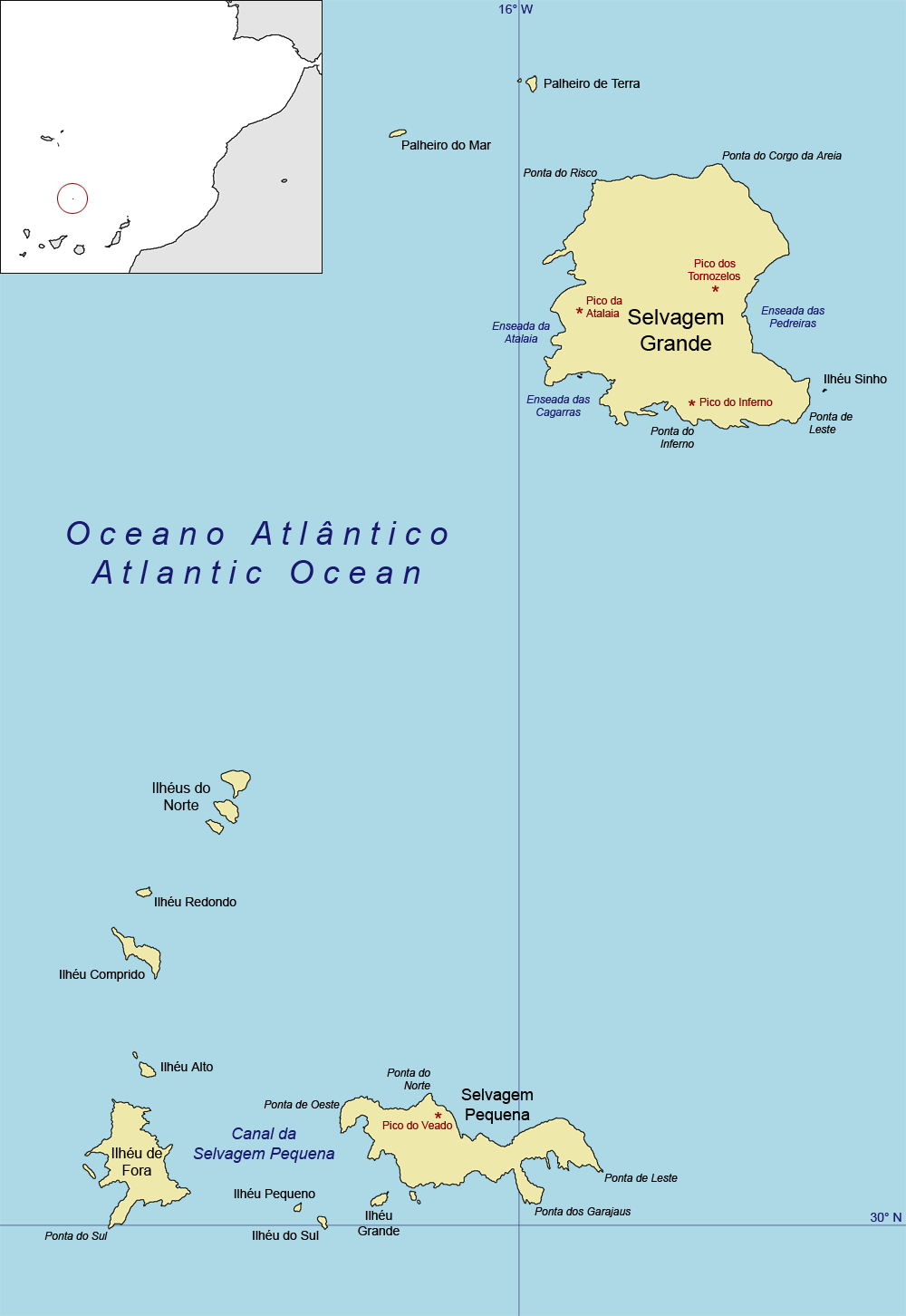
Карта островів

### Загальна географія
Острови Селваженш розташовані за 165 кілометрів на північ від іспанського о. Тенерифе, за 230 кілометрів на південь від міста Фуншал (Мадейра), близько 250 кілометрів від узбережжя Західної Африки, та близько 1000 кілометрів від південно-західного узбережжя Європи.
Острови Селваженш складаються з двох основних груп: північної та південно-західної. На півночі розташовані декілька невеликих острівців та найбільший острів архіпелагу Великий Селважем площею 2,46 кв.км. Південно-Західна група складається з двох малих островів: Малий Селважем та Фора і кількох маленьких острівців. Відстань між двома групами 15 кілометрів. Загальна площа архіпелагу 2,73 кв.км. Острови Селваженш, як і майже всі острови Макаронезії, мають вулканічне походження. Висота островів невелика, найвища точка знаходиться на острові Великий Селважем і становить 115 м над рівнем моря.
Північна група
- Великий Селважем 2,46 км²
- Пальейру-да-Терра
- Пальейру-ду-Мар

Південна група
- Малий Селважем 0.2 км²
- Гранді
- Сул
- Пекену
- Фора 0.08 км²
- Алту
- Компріду
- Редонду
- Норті

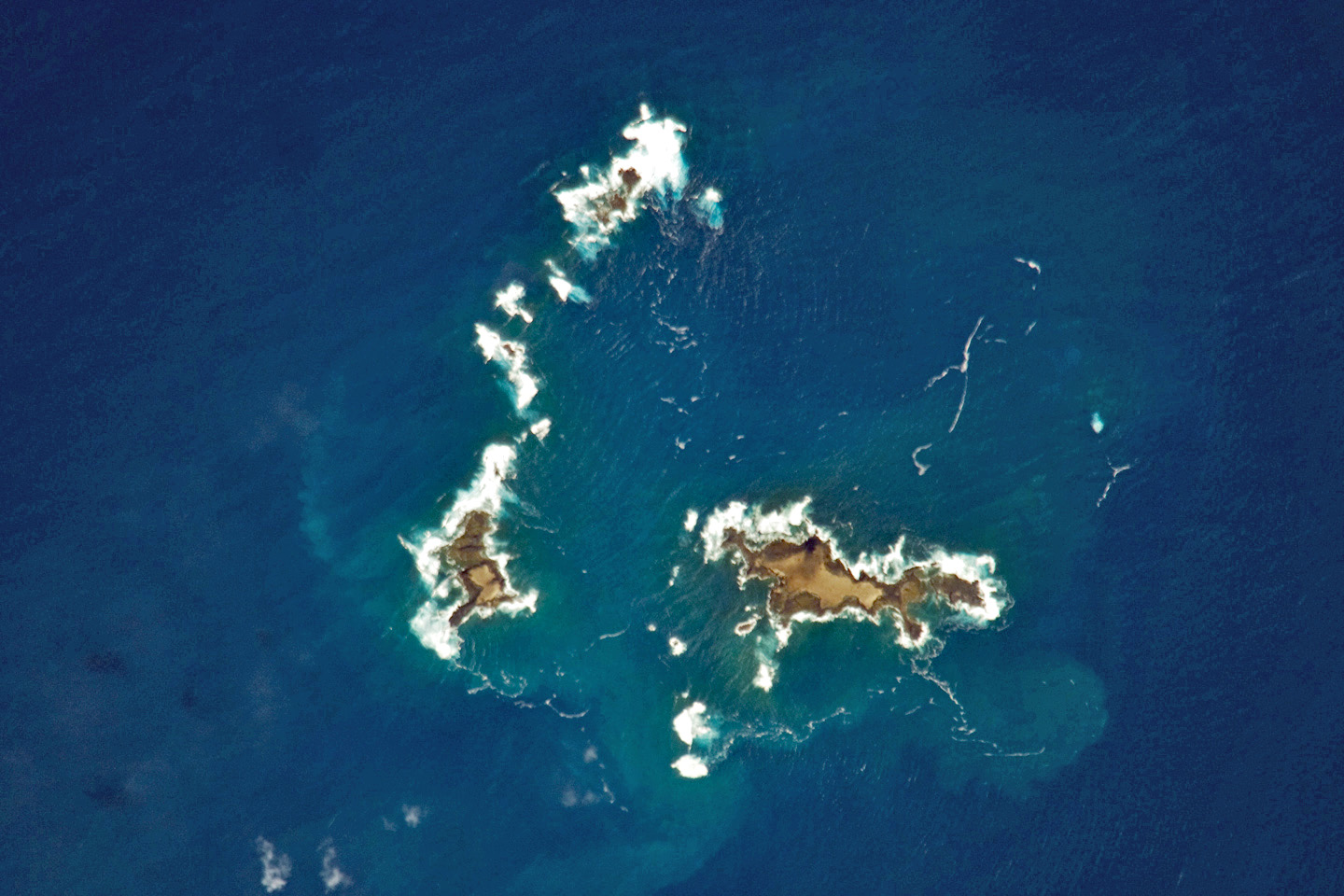
Південна група
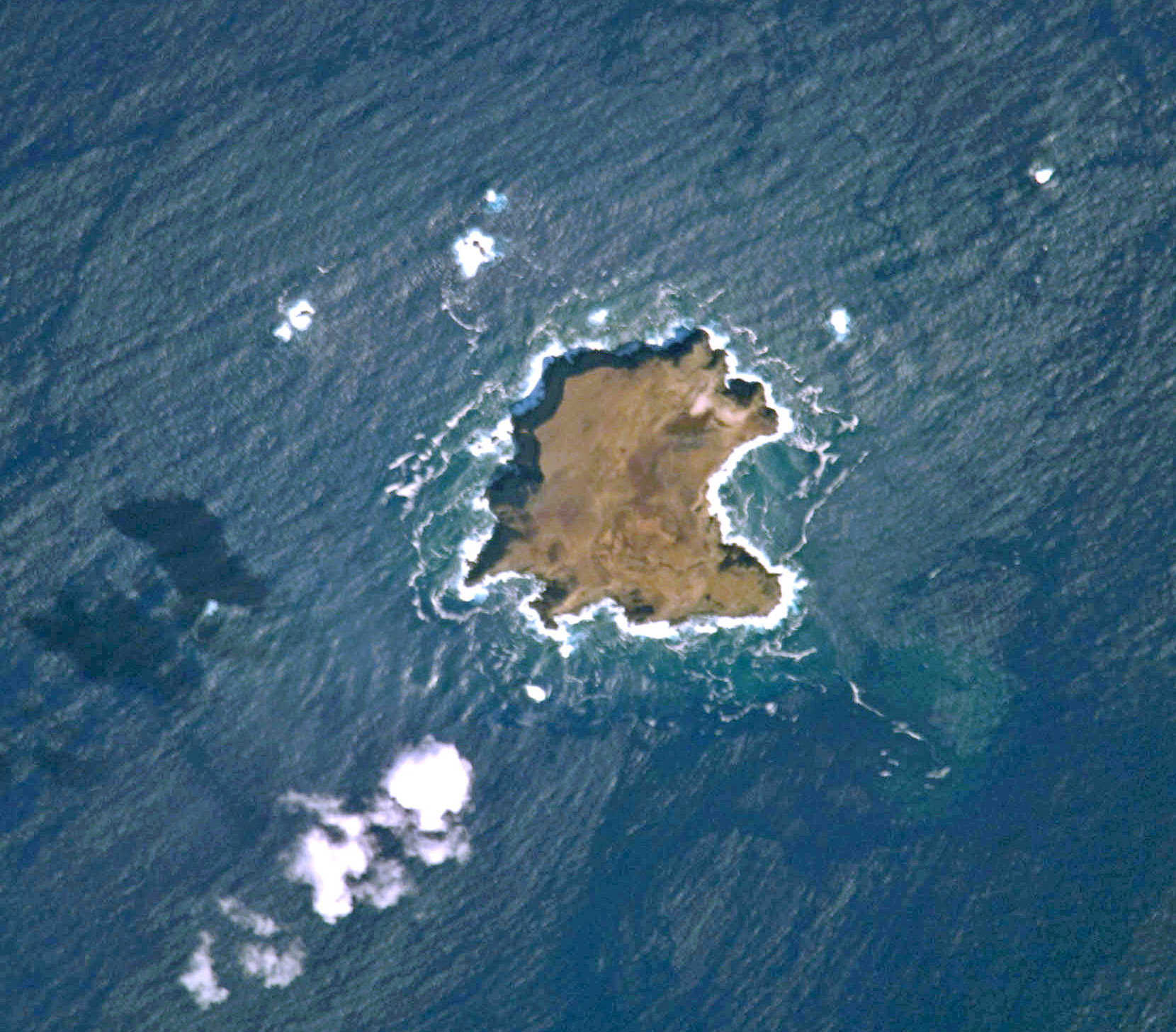
Північна група
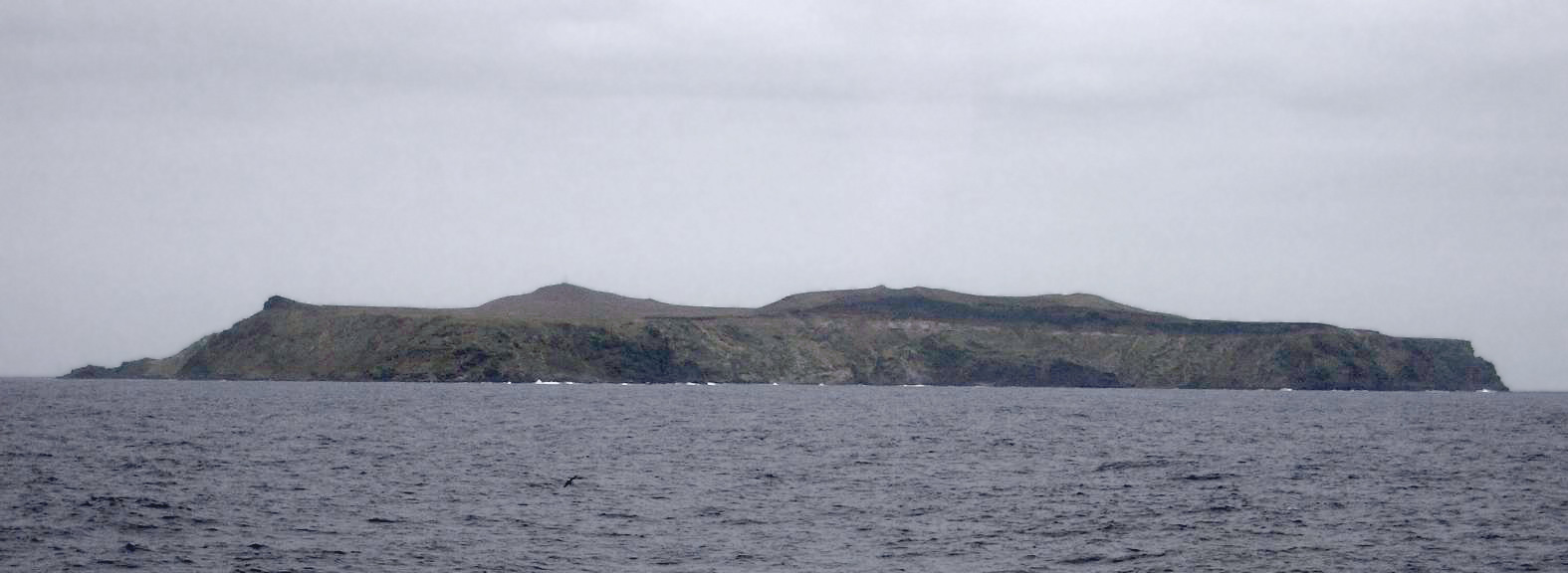
Найбільший острів архіпелагу

### Клімат
Клімат на островах можна охарактеризувати як морський субтропічний. Як і на Мадейрі, архіпелаг перебуває під домінуючим впливом північно-східних вітрів, пасатів, однак, їхня низька висота не сприяє конденсації хмар, тому рівень опадів нижчий, ніж на Мадейрі. На островах випадає близько 150 мм опадів на рік, тож їх клімат близький до пустельного. Температура повітря дещо вища, ніж на Мадейрі. Температура моря залишається теплою цілий рік.

### Флора та фауна

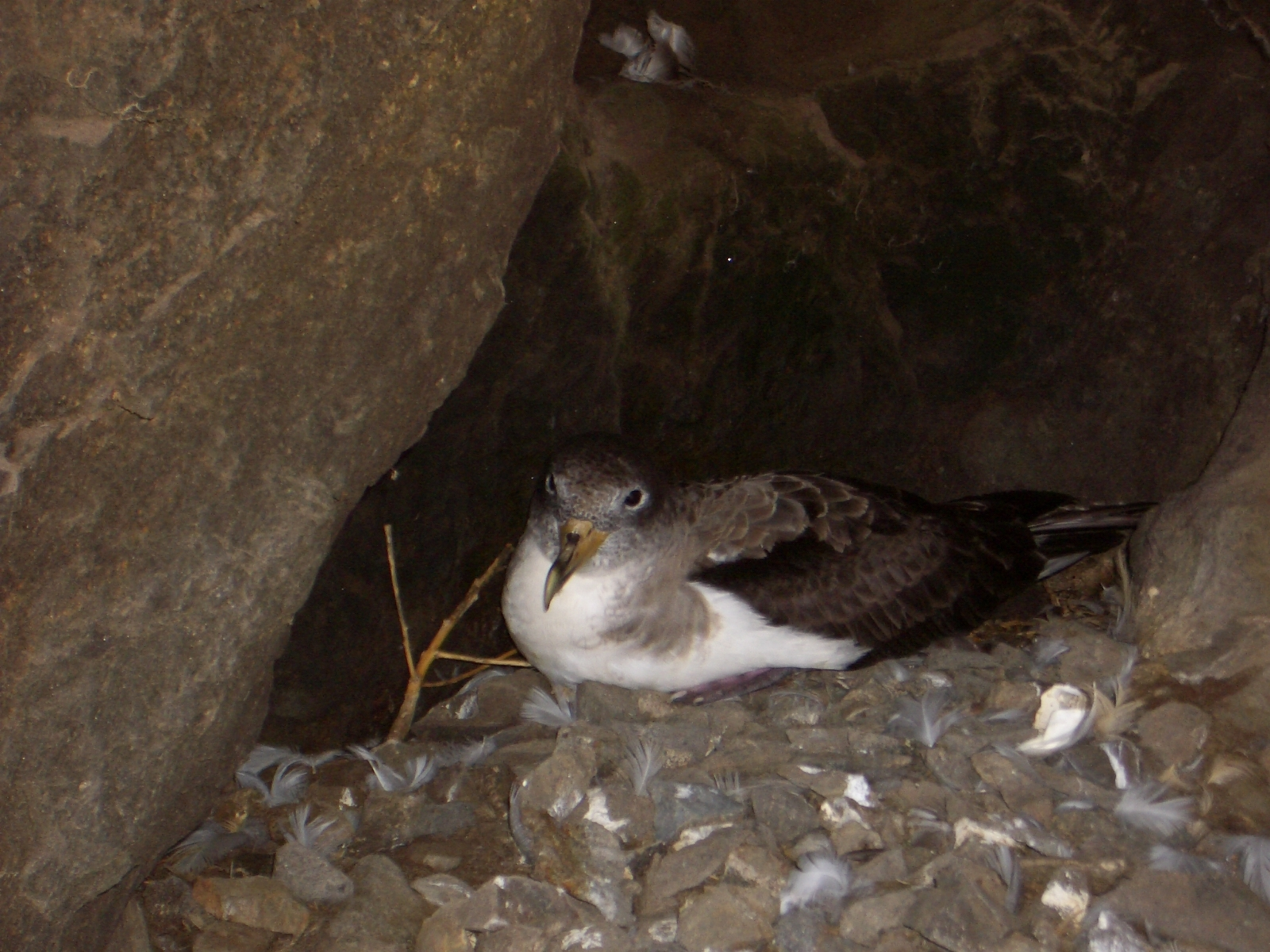
Атлантичний буревісник у гнізді на острові Малий Селважем

Науковий і природний інтерес до цієї невеликої групи островів полягає в її морському біологічному різноманітті та унікальній флорі. Флора островів Селваженш представлена понад 150 видами рослин, серед яких багато ендемічних. Фауну представляють декілька видів рептилій та равликів, серед яких також є ендеміки. Наприклад, унікальний вид гекона (Tarentola boettgeri bischoffi). Особливо багаті на ендемічні види флори та фауни острови Малий Селважем та Фора, оскільки не страждали від вторгнення некорінних видів. Архіпелаг також є важливим місцем в Атлантичному океані для гніздування морських птахів, декілька десятків тисяч яких знайшли на ньому притулок. Острови Селваженш входять до природного парку Мадейра, який був створений в 1971 р., та є одним із найстаріших у Португалії. 4 червня 2004 ЮНЕСКО включив цей природний парк у кандидати до об'єктів світової спадщини. Жак-Ів Кусто, відвідавши Селваженш, сказав що знайшов найчистіші води у світі.

## Історія

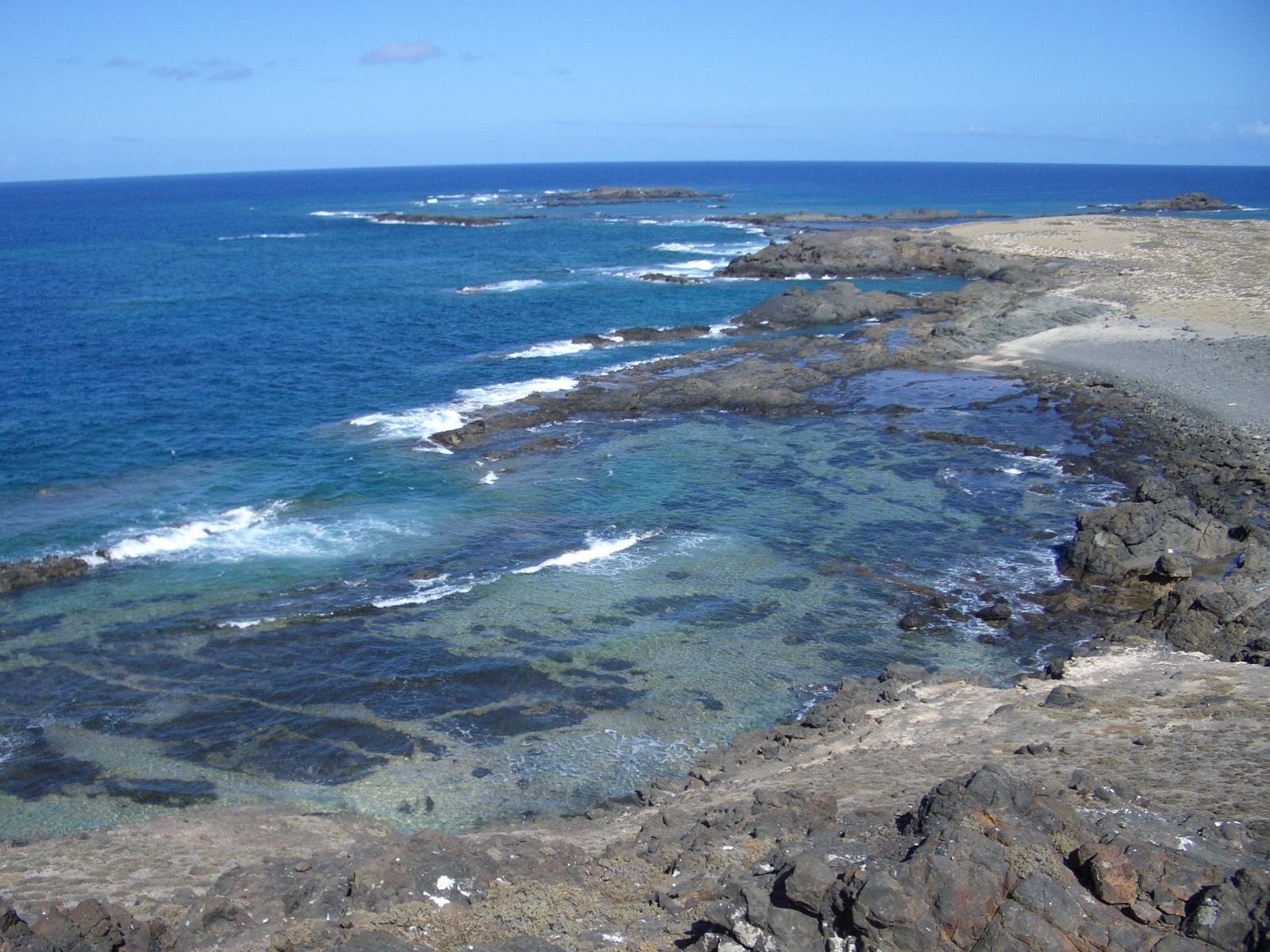
Малий Селважем

Формальним відкривачем островів Селваженш вважається португальський мореплавець Діогу Гоміш, який натрапив на острови в 1438 році, повертаючись до Португалії з африканської Гвінеї. Він залишив перше письмове повідомлення про географію Великого Селважему, головного острова групи, що є першим офіційним звітом про відкриття Селваженш. Однак відомі венеційські портолани, датовані 1364 роком, на яких цей архіпелаг вже позначено. Кастилія, що з 1402 року почала завоювання Канарських островів, не приділяла уваги архіпелагу Селваженш, адже острови були не придатними для заселення. Протягом декількох століть острови не мали ніякого економічного значення, та не колонізувались, але і Португалія, і Іспанія вважали їх своїми.

## Населення
Острови завжди лишалися практично безлюдними, оскільки оточені небезпечними рифами, які майже унеможливлюють підхід до них кораблів. Крім того, не сприяли заселенню островів відсутність джерел питної води, кам'янистий ґрунт та пустельний клімат. На цей час на острові Великий Селважем є постійна дослідна станція з двома наглядачами. Крім того, острови Селваженш періодично відвідують співробітники португальських ВМС, які наглядають за маяками та нечисленні туристи, адже щоб відвідати цей архіпелаг потрібно отримати спеціальний дозвіл від влади автономного регіону Мадейра.

## Політика
Офіційні суперечки між двома країнами стосовно приналежності архіпелагу почалися наприкінці XIX ст. У 1938 р. Португалії вдалося отримати від Постійного Комітету з Міжнародного морського права рішення стосовно юрисдикції Селваженш на свою користь. Іспанія, зайнята громадянською війною, не змогла своєчасно зреагувати та відстояти свої позиції перед Комітетом. І на початку XXI ст.. неузгоджені позиції Іспанії та Португалії стосовно статусу Селваженш спричиняють напруження у відносинах між цими країнами.

## Уявні скарби Селваженш
Вважають, що саме на Селваженш капітан Кідд закопав частину своїх скарбів. У 1830 і 1890 роках на Селваженш навіть споряджалися експедиції на їх пошуки. У 1911 році на Селваженш висаджувався спеціальний загін з німецькою канонерки «Пантера». Коли розпочалася Перша світова війна, англійці припустили, що німці заходили туди, щоб створити склад боєприпасів і спорядження, і в 1914 році на Селваженш був направлений англійський адмірал Стоддарт. Ніякого військового спорядження він там не знайшов, що підтвердило здогад — німці шукали скарби. Там і зараз можна побачити ями і вирви, вириті різними мисливцями за скарбами.